# أيوب أومايا
أيّوب خان أومايا هوَ دكتور في الطب وحاصل على شهادة الدكتوراة في العلوم، وَحاصل على درجة زمالة كلية الجراحين الملكية وزميل كلية الجراحين الأمريكية (ولد في 14 نيسان، 1930 في ميان تشانو- وتوفي في 11 تموز، 2008 في إسلام أباد) هو جراح أعصاب باكستاني أمريكي وومخترع مخزن أومايا. يستخدم هذا المخزن لإعطاء المريض العلاج الكيميائي مباشرة في موقع الورم في حالات الأورام الدماغية.كان أومايا  أيضاً خبيراً رائداً في مجال إصابات الدِّماغ الرَضّية. وقد برز في مقالة «المسلمون اللذين شكَّلو أمريكا-  من جراحين دِماغ إلى مغنيي راب» وهي مقالة دورية نشرت عام 2016 تسلط الضوء على مساهماته من الناحية  الأكاديمية والجراحة العصبية.
نشر أُومّايا أكثر من 150 مقالة، وفصول وكتب. ركزت أبحاثه على علاج السرطان، إصابات الدماغ الرَضّية، الأعضاء الاصطناعية باستخدام السائل النخاعي الشوكي، وفلسفة العقل. ومن خلال المناقشات مع رئيس لجنة الاعتمادات في مجلس النواب وليام ليمان المسؤول عن إدارة النقل، قام بتطوير مركز الوقاية من الإصابات ومكافحتها التابع لمركز الوقاية من الأمراض ومكافحتها (CDC)، الذي يعد جزء من رؤيته ويركز على إصابات الدماغ الرَضّية. كخزء من هذه الجهود فوَّض أومايا المنظمّة الدولية للهجرة لعمل تقرير حول الإصابات في أمريكا. ودُعِيَ هذا التقرير لإنشاء  مركز الوقاية من الأمراض ومكافحتها.
وفرت أبحاث أومايا البيانات التجريبية اللازمة لتشكيل نماذج مماثلة لإصابات الدماغ الرَضّية. وكانت نظريته الجاذبة أساساً في الميكانيكا الحيوية لإصابات الدماغ الجّرحية. سمحت أعماله هذه للمهندسين باستخدام أساليب النمذجة المتطورة في تصميم معدات السلامة في السيارات.     
وانجز أيضاً بعض أعماله في  البداية باستخدام جهاز التصوير المقطعي المحوسب. وساهمت أعامله مع السير جودفري هونسفيلد في تحديد الدّقة المكانية لجهاز التصوير المقطعي المحوسب بفتح الباب لاستخدامه في الجراخة المجسَّمة. ابتُكِر تصوير الأوعية الدموعية الخاصة بالعمود الفقري من قِبل كلاً من أومايا، دي تشيرو، ودوبمان. وقد أتاح هذا العمل رؤية الشرايين والأوردة وأيضاً فهم  تصوير الشرايين الخاصة الحبل الشوكي. وقدم الفريق تقريراً بعلاج التشوه الشرياني الوريدي من خلال عمل جلطات جلدية اصطناعية للشرايين الموجودة بين الأضلاع باستخدام كريات صغيرة من الفولاذ المقاوم للصدأ. كان هذا أحد أول التقارير التقارير الخاصة بالتصوير الإشعاعي العصبي التداخلي. قام أومايا بالعديد من المساهمات المهمة في مجالات متعددة تُعنى بجراحي الأعصاب، علاج السرطان، مرض استسقاء الرأس (hydrocephalus)، إصابات الدّماغ الرَضّية، والتشوه الشرياني الوريدي.

## التاريخ المهني

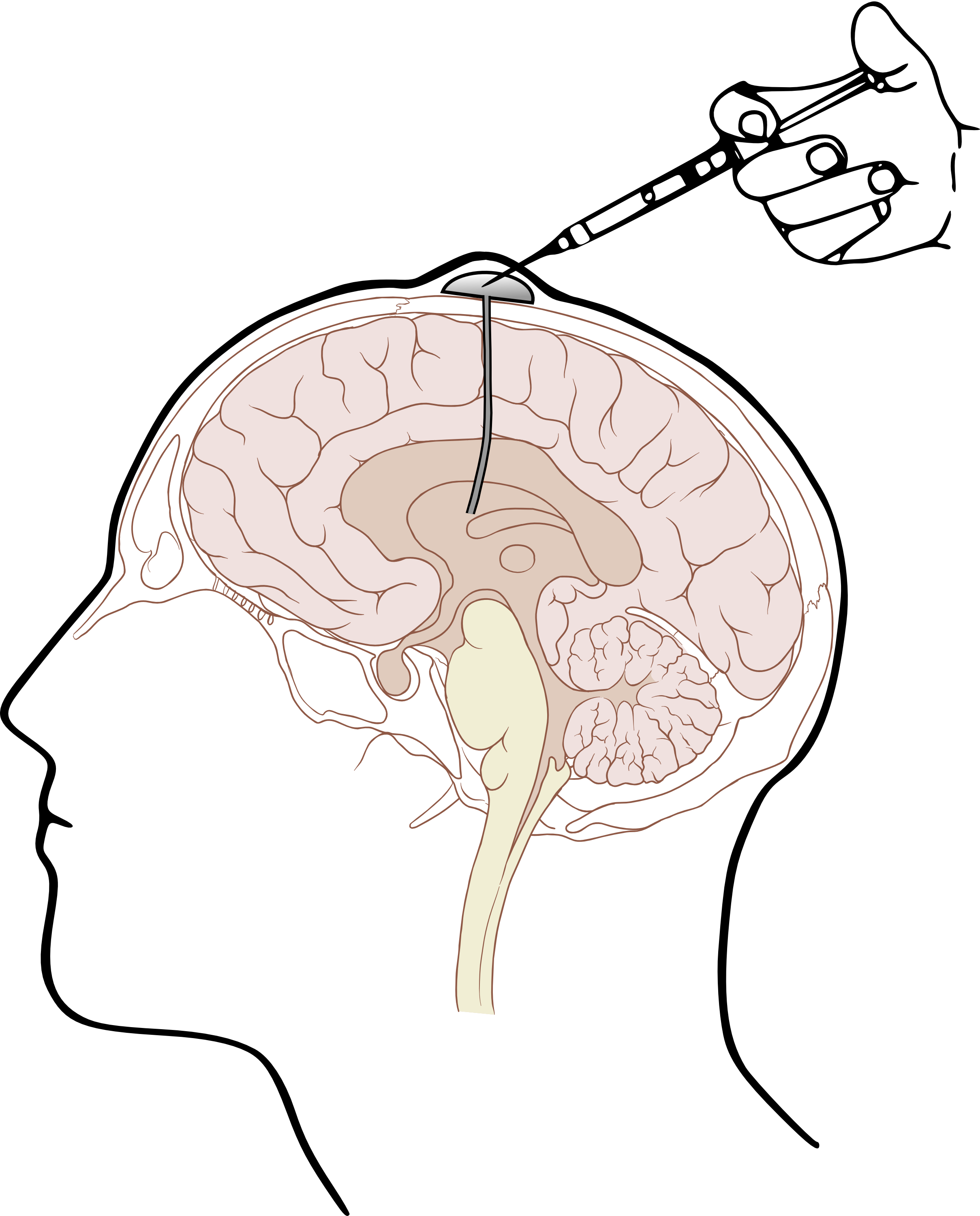
مستودع أومايا

حصل الدكتور أومايا على درجة دكتور في الطب من كلية الملك إدوارد الطبية  في باكستان عام 1953. وأكمل دراساته العليا في علم وظائف الأعضاء، والفلسفة، والكيمياء الحيوية في جامعة أكسفورد (كلية باليول) كباحث في رودس (درجة الماجستير) عام 1956. فاز أُومّايا في مسابقة وطنية للسباحة في باكستان عام 1953 وأيضاً كوّن نفسه كمناقش ممتازو وتدرب كمغني أوبرا. عام 1961، هتجر دكتور أُومّايا إلى الولايات المتحدة. وأصبح مواطن أمريكي عام 1967. نالدرجة الدكتواره الفخريّة في العلوم من جامعة تولين، كلية العلوم الهندسة عام 1981.
من عام 1961حتى عام 1980، انضم إلى طاقم المعهد الوطني للصحة وأصبح رئيس لجراحة الأعصاب،  ويدرس علاج الأورام الخبيثة، الميكانيكا الحيوية وأليات إصابة الدماغ، والذاكرة. وشغل منصب كبير المستشارين الطبيين بوزارة النقل الأمريكية (الإدارة الوطنية للسلامة على الطرقات السريعة) من عام 1980 حتى عام 1985.  وعمل أيضاً مدرس في المرحلة السريرية في جامعة جورج واشنطن من عام 1980 حتى عام 2003. عاد إلى باكستان عام 2005.
حصل أومايا على براءات اختراع لمعّدات لإدخال الأدوية إلى الدماغ، وأنظمة حماية لإصابات الرقبة والرأس والأعضاء الاصطناعية لعلاج مرض السكري.
كان أومايا أستاذاَ هنتَريّاً في في الكلية الملكية للجراحين إنجلترا. ومُنِح جائزة سيتارة الامتياز من قِبل الرئيس الباكستاني عام 1982.

## مهنة جراحة الأعصاب
أنهى أومايا تدريبه في جراحة الأعصاب على يد الدكتور جوزيف بينيباكير في كلية نوفيلد للعلوم الجراحية في لندن وفي مستشفى رادكليف في أكسفورد. وبعد تدريبه في جراحة الاعصاب، ذهب أومايا إلى أمريكا وبدأ عمله كباحث في علم جراحة الأعصاب في المهد الوطني للصحة.  وترفع إلى رتبة رئيس جراحة الاعصاب في المعهد الوطني للاضطرابات العصبية والسكتات الدماغية، في المعهد الوطني للصحة.  وعمل أستاذاً للمرحلة السريرية في جامعة جورج واشنطن.
كان اومّايا مشهوراً بمهاراته الجراحية وفي عام 1977 أكمل استئصال تشوه شرياني وريدي فِقري (AVM) الذي حظي باهتمام الصحافة. خلال العملية التي استغرقت 18 ساعة كان المريض في حالة انحفاض حرارة الجسم كاملاً وتوقف الدورة الدموية كلياً لمدة 45 دقيقة. كانت الحاجة لخفض  حرارة الجسم من أجل إبطاء عمليات الأيض  وحماية الدماغ والأعضاء  من الأكسجين المختزل بينما قام أومايا بعمل تخثر في التشوه الشراياني الوريدي وأزاله حيث كان يقع تحت النخاع. كان أومايا الطبيب الفخري للرئيس الباكستاني. ظهر أومايا مع بيتر أوستينوف، نيك نولتي، وسوزان ساراندون في فيلم لورينزوس أويل الذي صدر عام 1992.   

## العديد من المرتبات الأولى
كان اختراع أومايا، مخزن أومايا، أول مخرن تحت الجلد يسمح بالحقن المتكرر داخل القناة الشوكية. قبل اختراعه كان المرضى يعانون من الثقب المتكرر للمنطقة القطنية أسفل الظهر لحقن الدواء داخل القناة الشوكية. ابتُكِر تصوير الأوعية الدموعية الخاصة بالعمود الفقري من قِبل أومايا ودي تشيرو، ودوبمان. وقد أتاح هذا العمل رؤية الشرايين والأوردة وأيضاً فهم  تصوير الشرايين الخاصة الحبل الشوكي. وقدم الفريق تقريراً بعلاج التشوه الشرياني الوريدي من خلال عمل جلطات جلدية اصطناعية للشرايين الموجودة بين الأضلاع باستخدام كريات صغيرة من الفولاذ المقاوم للصدأ.
كانت نماذج وأعمال أومايا في الإصابات الرَضّية أساسية في الميكانيكا الحيوية لإصابات الدماغ الجرحية. ومكّن هذا العمل النماذج المطزّرة لإصابات الدماغ المهندسين من تصميم معدات السلامة في السيارات. ونشر أول نظام تسجيل نقاط لدرجة الغيبوبة لتصنيف إصابات الدماغ الجّرحية.  وتتبع أنظمة التصنيف الحديثة منهج أومايا. أدت زمالة أومايا مع  عضو الكونغرس ليمان، ومن ثم رئاسة المجلس التشريعي لمخصصات اللجنة الفرعية في النقل إلى إنشاء المركز الوطني للوقاية من الإصابات ومكافحتها.
عمل أومايا مع السير جودفري هونسفيلد لتحديد الدقة المكانية للماسح الضوئي المقطعي الذي فتح الباب لاستخدامه في الجراحة المجسّمة. أخترع أومايا أول أعضاء اصطناعية باستخدام  السائل الشوكي النخاعي.

## التصوير الإشعاعي العصبي التاخلي
كان عمل دي تشيرو، دوبمان،   وأومايا حاسِماً في تطوير توير الأوعية تصوير الأوعية الدموعية الخاصة بالعمود الفقري. وسمحت  رؤية الشرايين والأوردة فهم الفسيولوجيا المرضية للتشوهات الشريانية الوريدية الخاصة بالعمود الفقري. لاحظ المؤلفين   أن  طريقة عمل جلطات جلدية اصطناعية أقل ضرراً من العلاج الجراحي وهذا يمثل خطوة أخرى للأمام في طريقة عمل جلطات جلدية اصطناعية  باعتبارها أداة جراحية إضافية لعلاج اضطرابات وعائية معينة في الجهاز العصبي المركزي.

## نزف السائل النخاعي الشوكي من الأنف
قبل ظهور أعمار أومايا، كان نزف السائل النخاعي الشوكي من الأنف يصنّف إما ذو علاقة بصدمة أو حدث تلقائياً.  وكانت تعد الفئة الثانية بشكل أساسي فئة عامة حيث لا تساعد في توجيه الطرق العلاجية. وصنّف أومايا نزيف الأنف الذي لم يحدث بسبب صدمة على أنه نتج إما بسبب  رشح السائل نتيجة ارتفاع الضغط (الأورام أو مرض استسقاء الرأس) أو الرشح الطبيعي (تشوهات خلقية، ضمور بؤري، التهاب العظام). يعد نزيف الأنف  الذي لم يحدث بسبب صدمة تحدي في التشخيص واختيار الطريقة الجراحية المناسبة. من الأمور المهمة للحصول على نتائج جراحية ناجحة هو وضوح القرحة«الناسور». ضمن فئة نزيف الأنف الذي لم يحدث بسبب صدمة، نزف السائل النخاعي الشوكي يحدث بسبب مُتَلاَزِمَةُ السَّرْجِ الفَارِغ الأولية (PES)، حيث أعلنت هذه المعلومات لأول مرة من قِبل أومايا.

## الميكانيكا الحيوية لإصابات الدماغ  الرَضّية
حددت نظرية أومايا أن آثار دائماً تظهر على سطح الدماغ في الإصابات الخفيفة بينما تمتد للداخل لتصيب مركز الدماغ البيني والدماغ المتوسط في الإصابات الأكثر خطورة. أظهرت أعماله أن كلاً من التسارع الانتقالي والدوراني يُنتج آفات بؤرية  لكن التسارع الدوراني فقط ينتج إصابة محورية منتشرة. وعندما يوجد الضرر في جذع المخ المنقاري فإنه يرتبط أيضاً  بضرر منتشر في نصفي الكرة المُخييّن. كان من المعتقد قبل أعماله أن آلية ارتجاج الدماغ ترتبط بإصابات جذع المخ. ومع ذلك، جذع المخ والدماغ البيني هي آخر جزء ممكن أن يتأثر في الإصابات الخطيرة، وتؤدي القوى الدورانية بدلاً من الانتقالية إلى ارتجاج الدماغ. وساهمت ظاهرة الاتصال بتطوير الآفات البؤرية، مثل؛  الآفات الجبهية والصدغيّة بسبب اتصالها مع العظم الوتدي. وعمت دراسات التصوير بالرنين المغناطيسي هذه النظريات. وأكّدوا أن توزّع الآفات يتبع نمط الجذب المركزي الذي يتبع شدة الإصابة ويتم قياسه بواسطة مقياس غلاسكو للغيبوبة.

## مخزن أومايا
أصدر اومايا تقريراُ عن مخزن أومايا لأول مرة عام 1963. ويعد هذا المخزن عبارة عن محزن يزرع تحت الجلد للحقن المتكرر داخل القناة الشوكيّة، لعلاج مرض استسقاء الرأس والأورام الخبيثة. وكان هذا المخزن أول مدخل طبّي لاستخدام السيليكون  وهو من العناصر الخاملة بيولوجياً وذاتية الالتئام. يتيح محزن أومايا إيصال حقن الدواء على فترات متقطعة لللعلاج الكيماوي إلى مكان الورم. تُحقن المواد عن طريق الجلد داخل الخزان ويتم توصيلها إلى مكان الورم عن طريق الضغط على الخزان. لقد وفّر مخزن أومايا تحسُّناُ عظيماً في العلاج مما قلل من خطر العدوى.

## إنشاء المركز الوطني للوقاية من الإصابات ومكافحتها
بينما كان أومايا بير المستشارين الطبيين في وزارة النقل في الثمانينيات، كلِّف أومايا بتقرير حول الإصابات في أمريكامن قِبل معهد الطب (منظمة الهجرة الدولية) عام 1985. وأدى هذا التقرير الذي أعده أومايا وعضو الكونغرس ويليام ليمان إلى إنشاء مركز للوقاية من الأمراض، يدعى المركز الوطني للوقاية من الأمراض ومكافحتها الذي بدأ بتوفير بصناعة وتوجيهو تمويل هذا المجال. أصبح ليمان وأومايا أصدقاء عندما اهتمّ بابنته. كان لديهم العديد من النقاشات تركز على الحاجة إلى مركز للاهتمام بالوقاية من الأمراض والبحث. كان ليمان،  الذي أصبح رئيساً للمجلس التشريعي لمخصصات اللجنة الفرعية في النقل، مسؤولاً عن أول عشرة ملايين دولار  منحت لمركز مكافحة الأمراض والوقاية منها لتأسيس مركز جديد لمكافحة الإصابات. وبلغت ميزانية المركز للسنة المالية لعام2008 134 مليون دولار، والتي موّلت أبحاث الإصابات الأساسية والتطبيقية. وعمِل أومايا في اللجنة الاستشارية الوطنية للمركز لمدة 15 عاماً. 

## الأعضاء الاصطناعية باستخدام السائل النخاعي الشوكي
بدافع من تجربته الشخصية مغ المرض، ركّز أومايا على مشكلة زراعة الخلايا الجزيرية (خلايا جزر لانجرهانس) لعلاج مرض السّكري. وكان التحدّي الكبير أمام بقاء هذه العلايا بعد زراعتها هو الرّفض المناعي.اعتقد أومًا يا   أن  السائل النخاعي الشوكي بإمكانه توفير بيئة مثالية للجزر المزروعة بسبب الحماية المناعية التي يوفرها الجدار الدّموي الدماغي. وطور عضو اصطناعي من شأنه  إيواء الجزر المزروعة، ويمكن تغذية هذه الخلايا بواسطة السائل النخاعي الشوكي. أثبت  أيّوب، إلاني أتواتر، وزملائهم على أن التحويلات البُطينية الصّفاقية للسائل النخاعي الشوكي توفر موقع محمي من جهاز المناعة لزراعة جزر من فأر وجرذ في الكلاب وحيوانات اللاما. وأثبت أيوب وزملائه ان الغلوكوز الموجود في السائل النخاعي الشوكي  عكس الجلوكوز الموجود في الدم. يإمكان الخلايا الجزيرية البقاء في هذا الجهاز وتقوم بوظيفتها في نماذج حيوان اللاما، لكن هناك حاجة إلى مزيد من العمل على هذا النموذج. 

## دور العواطف في الوعي والإدراك
ركز أومايا في الكثير من حياته الوظيفية على دراسة الوعي، والدماغ، والعقل. نبع هذا الاهتمام من قرائته لأعمال بينفيلد في العلاج الجراحي لمرض الصرع. وقد تأثرت أعماله في مجال إصابات الدماغ الرّضية  باهتمامه بكيفية تغير الوعي وكيف  يعود بعد التعرض للإصابات الرضّية. وكان المفتاح لملاحظته هو الدور الأساسي للجهاز الحوفي (limbic system) والمشاعر في الوعي. من وجهة نظره، تعد المشاعر الحافز للعمل والجوانب الأخرى من العقلانية تعد أدوات لتبرير العمل. يرى أومايا الوعي على أنه خاصيّة دخيلة لتطوير الأجزاء العصبية. الوعي هو نتيجة  لقوى تطورية وجِّهت لتحسين فعاليّة الوظيفة العقلية. وفّرت  إعادة دمج الفكر والعمل بعد الإصابة الرضّية  المحتوى  التجريبي لأفكار أومايا.
من المفترض شعبياً أن العاطفة تعطل الإدراك. مع ذلك، الفسيولوجيا العصبية وبحث أومايا حول إصابات الدماغ الرضّية  أكّدوا على عدم قابليتها للتجزئة. حدد أومايا أربع خطوات في تطور الوعي. 1) ردود الفعل اللاإرادية والتجنُّبية؛ 2) المدخلات الحسية المتّحِدة مع الأعصاب متعددة الحواس في الدماغ المتوسط؛ 3) تفاعلات تحدث بين الجهاز الحسّي والجهاز الحوفي والذاكرة؛ 4) تعزيز المراكز العصبية المِهادية التي تنقل المعلومات بين المراكز الحسّية والحركية. وناقش أومايا كيف يُحفّز الجهاز الحوفي والعاطفة العمل ويُركّز الانتباه. 

## دور العلم في الإسلام
كان لدى أومايا اهتمام كبير بتاريخ العلم وأثر المسلمين في التطور العلمي. لاحظ أومايا أن علماء المسلمين تجمّعوا ودرسوا ما كان معروف من العلم وتعلّموا من مصادر المصريين، البابليون، الهنود، اليونان، الإيرانيين، السبأيين، والصينيين. وقد رسّخ هذا العمل الموسوعي الأساس للتطورات الجيدية في المنهج والنظيرية والتطبيق العملي للعلم. حدد القرآن المنهج الإسلامي في العلم، الذي أكّد على ضرورة التفكير مليّاً في قوانين الطبيعة، مثلاً ﴿أَمْ مَنْ هُوَ قَانِتٌ آنَاءَ اللَّيْلِ سَاجِدًا وَقَائِمًا يَحْذَرُ الْآخِرَةَ وَيَرْجُو رَحْمَةَ رَبِّهِ قُلْ هَلْ يَسْتَوِي الَّذِينَ يَعْلَمُونَ وَالَّذِينَ لَا يَعْلَمُونَ إِنَّمَا يَتَذَكَّرُ أُولُو الْأَلْبَابِ ۝٩﴾ [الزمر:9].

## الحياة الشخصية
لدى أومايا ستة أطفال ديفيد، أليكس، شانا، عائشة، أيمان، وسنان. عاش مع زوجته غزالة وأخوانه جان ويعقوب وشقيقته نادين.
في 13تموز، عام 2008، ذكرت صحيفة فجر الباكستان  " Pakistan's DAWN" خبر وفاته، ودعته بلقب «جراح الباكستان الرائد»، وتلتها منشورات أوروبا الغربية والولايات المتحدة.

## روابط خارجية
- Injury in America
- Ommaya film credit
- CDC National Center for Injury Prevention and Control
- Neurological Surgery at the National Institutes of Health
- Ayub Ommaya interviews Seymour Kety
- Ayub Ommaya interviews Paul MacLean